# Linia kolejowa nr 947
Linia kolejowa nr 947 Kraków Olsza – Kraków Łęg – jednotorowa, zelektryfikowana linia kolejowa o znaczeniu państwowym. Końcowa stacja znajduje się na terenie Elektrociepłowni Kraków.